# Adolf von Hansemann
Adolf von Hansemann (Aquisgrana, 27 luglio 1826 – Berlino, 9 dicembre 1903) è stato un imprenditore e banchiere tedesco.

## Biografia

### Formazione imprenditoriale
Nato nel 1826 ad Aquisgrana, nell'allora Regno di Prussia, quarto figlio dell'influente banchiere David Hansemann, Adolf sviluppò un precoce interesse per l'amministrazione aziendale. Nel 1841 lasciò la città natale per trasferirsi ad Amburgo, con lo scopo di approfondire la sua formazione commerciale, che proseguì a Berlino e Lipsia. Nel 1845 fu fatto dichiarare legalmente maggiorenne dal padre, e fra il 1850 ed il 1857 prestò servizio come amministratore delegato presso l'azienda tessile di suo cugino W. Peters ad Eupen.
Passò quindi al servizio del padre nella banca Disconto-Gesellschaft, di cui divenne co-proprietario e che si trovò a dirigere alla morte del genitore nel 1864. Sotto la sua direzione, l'istituto divenne in breve tempo la più grande banca privata dell'Impero tedesco, e una delle maggiori nell'Europa dell'epoca. In collaborazione con Gerson von Bleichröder, Hansemann contribuì a finanziare l'esercito reale prussiano durante la guerra franco-prussiana del 1870-71, collocando per la prima volta i titoli di stato prussiani sui mercati esteri; per i suoi servizi, nel 1872 fu elevato al titolo nobiliare dal Kaiser Guglielmo I e gli fu concesso di aggiungere il von al suo cognome.

### Espansione commerciale ed interessi coloniali

Le Montagne Hansemann, nella Nuova Guinea tedesca, in un disegno di Otto Finsch (1888)

Divenuto uno degli uomini d'affari più importanti del neonato stato unitario tedesco, Hansemann sviluppò i propri interessi nel ramo dell'industria mineraria, divenendo dal 1873 presidente della Compagnia Mineraria Gelsenkirchen (Gelsenkirchener Bergwerks AG). Nominato membro del consiglio di amministrazione delle acciaierie Krupp, prese parte all'espansione delle industrie mineraria e carbonifera nel bacino della Ruhr. Con la sua Disconto-Gesellschaft investì anche nell'industria ferroviaria, partecipando alla costruzione della tratta Berlino-Lehrte e finanziando la costruzione di linee considerate di importanza strategica anche in Venezuela e Romania.
Hansemann ebbe modo di interessarsi notevolmente all'espansione coloniale dell'Impero tedesco, e finanziò la creazione di società di esplorazione nelle Isole Samoa. Nel 1882 fu tra i fondatori della Compagnia tedesca della Nuova Guinea (Neuguinea-Kompagnie), che sostenne la creazione di una colonia tedesca in Nuova Guinea. Il progetto, sostenuto dopo un iniziale scetticismo dal del cancelliere tedesco Bismarck, portò al finanziamento delle spedizioni del naturalista ed esploratore Otto Finsch, finalizzate all'acquisto e all'insediamento tedesco nella parte settentrionale dell'isola, che fra il 1884 e il 1885 venne formalizzato come protettorato. Tramite la sua compagnia, Hansemann partecipò al finanziamento della Central Railway Line nell'allora territorio dell'Africa Orientale Tedesca (odierna Tanzania) e della linea di Shandung, nella concessione tedesca cinese di Kiautschou. Gli interessi coloniali di Hansemann si estesero fino all'Africa Tedesca del Sud-Ovest, territorio nel quale finanziò l'attività di penetrazione commerciale di Adolf Lüderitz e, dal 1900, presiedette la Compagnia mineraria e ferroviaria dell'Otavi dal 1900 al 1903.

### Vita privata e morte
La partecipazione a queste intraprese commerciali rese Hansemann uno degli uomini più ricchi ed influenti della Germania. Fra il 1887 ed il 1896, utilizzò parte dei propri fondi privati per restaurare la sua residenza a Sassnitz, sull'isola baltica di Rügen, le cui rovine sono ancora visibili. Si occupò anche di finanziare la costruzione del porto della città. Appassionato di caccia, condusse uno stile di vita di stile nobiliare e dal 1860 fu sposato con Ottiia von Kusserow, figlia del tenente generale F. von Kusserow e sostenitrice del movimento per i diritti delle donne, che gli diede due figli.
Hansemann morì nel 1903 alla sua scrivania, dopo aver pronunciato, stando alla sua segretaria, le seguenti ultime parole: "Bene, allora continueremo a lavorare domani". Fu sepolto nel mausoleo di famiglia a Berlino.
Al suo nome sono dedicate la Costa di Hansemann e le Montagne Hansemann, nell'attuale Papua Nuova Guinea.